# Такахасі Ейкі
Такахасі Ейкі (яп. 高橋 英輝, англ. Takahashi Eiki, нар. 19 листопада 1992) — японський легкоатлет, який спеціалузіється в спортивній ходьбі, рекордсмен Азії, володар вищого світового досягнення зі спортивної ходьби, багаторазовий чемпіон Японії. Учасник Олімпійських ігор (2016).

## Рекорди
У 2014 та 2015 встановлював рекорди Азії у спортивній ходьбі на дистанції 10000 метрів стадіоном, які були швидко перевершені іншими спортсменами. Так само недовго протримався його національний рекорд у шосейній спортивній ходьбі на 20 кілометрів (1:18.03), встановлений у 2015.
16 листопада 2020 переміг на місцевих змаганнях в Індзаї в спортивній ходьбі на дистанції 10000 метрів стадіоном, встановивши нове вище світове досягнення у цьому виді (37.25,21). Попередній кращий результат у світі (37.53,09) з 2008 належав іспанцю Франсіско Хав'єру Фернандесу.

## Основні міжнародні виступи
| Рік  | Змагання                           | Місто          | Місце | Дисципліна   | Примітки |
| ---- | ---------------------------------- | -------------- | ----- | ------------ | -------- |
| 2013 | Універсіада                        | Казань         | 9     | ходьба 20 км |          |
| 2014 | Кубок світу з ходьби               | Тайцан         | 9     | ходьба 20 км |          |
| 2014 | Азійські ігри                      | Інчхон         | 7     | ходьба 20 км |          |
| 2015 | Чемпіонат світу                    | Пекін          | 47    | ходьба 20 км |          |
| 2016 | Командний чемпіонат світу з ходьби | Рим            | 12    | ходьба 20 км |          |
| 2016 | Олімпійські ігри                   | Ріо-де-Жанейро | 42    | ходьба 20 км |          |
| 2017 | Чемпіонат світу                    | Лондон         | 14    | ходьба 20 км |          |
| 2018 | Командний чемпіонат світу з ходьби | Тайцан         | 18    | ходьба 20 км |          |
| 2018 | Азійські ігри                      | Джакарта       | 5     | ходьба 20 км |          |
| 2019 | Чемпіонат світу                    | Доха           | 10    | ходьба 20 км |          |